# No poo

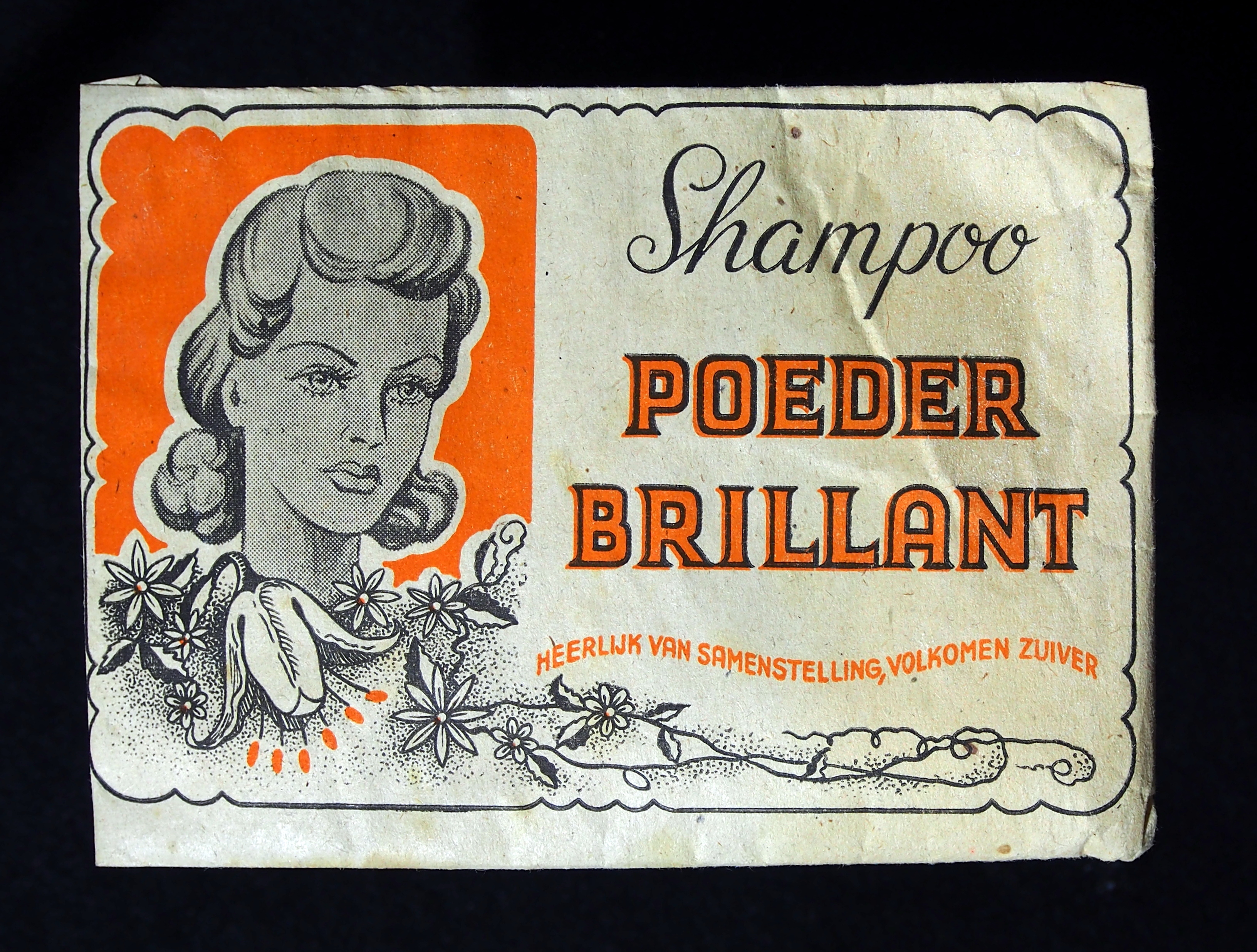
Étiquette de shampoing néerlandais, où la cible marketing de l'industrie est clairement identifiée : les femmes, et plus précisément les jeunes femmes

La pratique no poo (abrév. de « no shampoo », litt. « sans shampoing ») fait partie d'un mouvement hygiéniste qui vise à réduire ou bannir les produits lavants pour la toilette des cheveux. Les no poo affirment que le lavage à l'eau, le séchage mécanique, et le brossage sont suffisants pour assurer un soin des cheveux de qualité. 
Dans le monde anglophone, on parle de mouvement « no soap no poo », « low poo » ou « water-only », ou de « slow cosmétique ». Dans le monde francophone, les termes consacrés oscillent entre l'anglicisme « no poo » et « ceux qui se lavent à l'eau »,, et on associe la démarche au minimalisme. Le mouvement no poo est voisin du mouvement no soap.

## Histoire

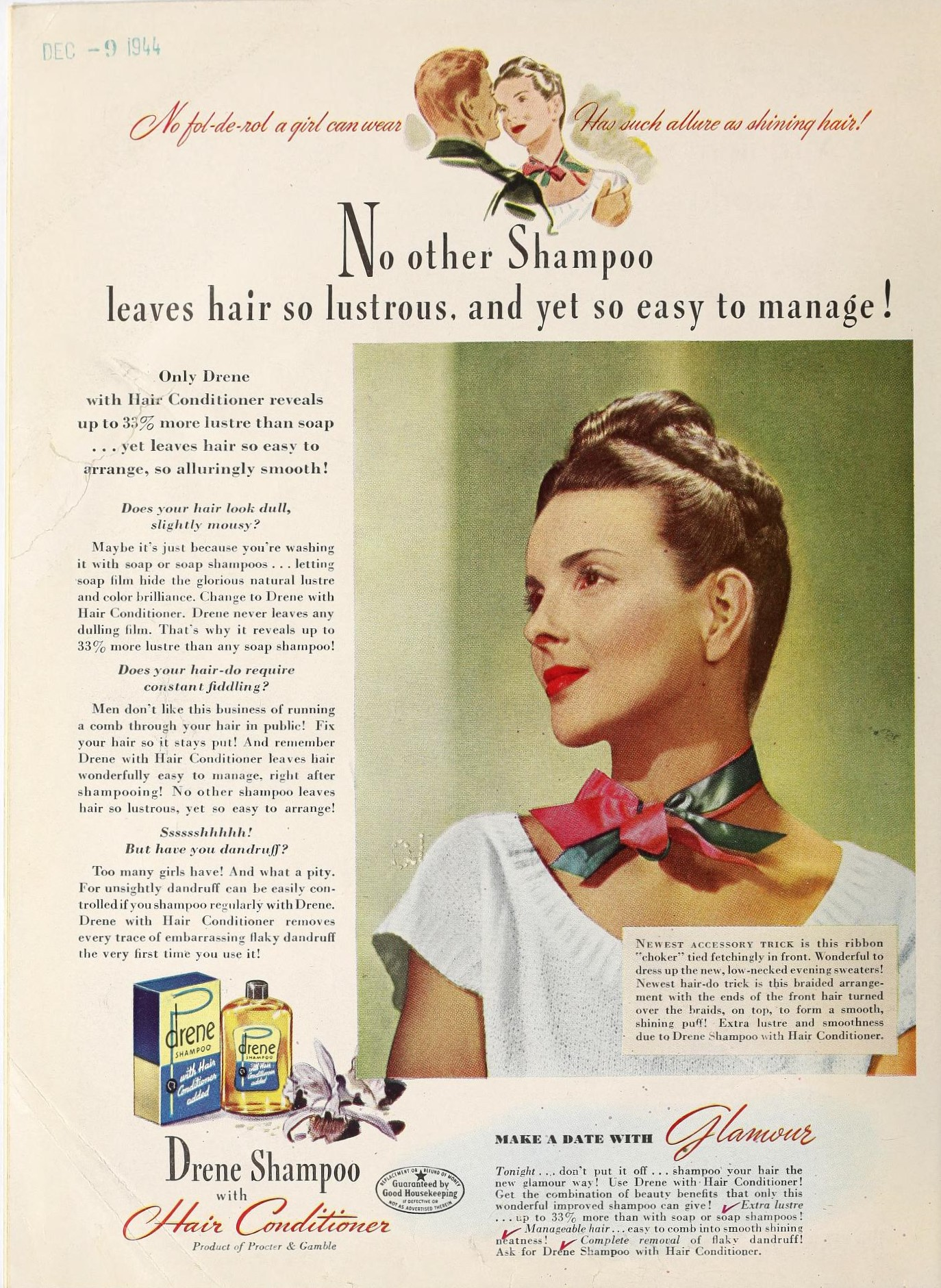
Drene, l'un des premiers shampoings synthétiques lancé par Procter & Gamble dans les années 1930

Dans l'Égypte antique, le shampoing était fait d'acide citrique, de savon et d'eau. En 1931, un chimiste français, Eugène Schueller, futur créateur de L'Oréal, lance un shampooing à base de matières synthétiques, le Platinosel. En 1934, c'est au tour de Dop, premier shampooing grand public. Procter & Gamble lance un shampoing synthétique et non-savonneux, Drene, au cours des années 1930. 
Le mouvement des no soap apparait à la fin des années 2000. En 2007 par exemple, un animateur radiophonique lance un défi public de se passer de shampoing pendant six semaines et annonce ensuite que, sur les 500 participants du défi, 86% ont déclaré que « leurs cheveux étaient soit plus beaux, soit identiques » après le défi.  

## Motivations
Les motivations des no poo sont multiples : faire des économies,, refus de la chimie, respect de l'équilibre naturel du corps humain, lutte contre la pollution, lutte contre les stéréotypes de genre,. 

## Fondement scientifique
En février 2016, une étude de l’association de consommateurs UFC Que Choisir montre que, sur 200 shampoings, seule une minorité (26, soit 13 %) ne présente « aucun risque identifié à ce jour ». Certains produits présentent des « risques significatifs » pour les « Tout-petits (0-3 ans) » (pour 7 d'entre eux), d'autres pour les « Femmes enceintes » (pour 3 d'entre eux), d'autres pour les « Enfants adolescents (3-16 ans) » (pour 3 d'entre eux), et 3 d'entre eux pour les 3 catégories à la fois. 
Bien que les débats soient encore ouverts chez les dermatologues, le fondement scientifique du mouvement des No Poo repose sur l'idée d'équilibre du microbiome qui recouvre le cuir chevelu : une régulation naturelle intervient entre bactéries commensales et pathogènes. Le lavage avec des produits à base de savon, d'antiseptiques voire d'antibiotiques (aluminium) perturbe cet équilibre, et favorise la prolifération de colonies bactériennes responsables au mieux de mauvaises odeurs, au pire de pathologies cutanées y compris les pellicules. 
L'hypothèse d'une hyper-production de sébum en réaction à l’agression du cuir chevelu par les shampoings est controversée. Le docteur Philippe Assouly, dermatologue de l’hôpital Saint-Louis (Paris) a une approche mesurée : « C’est vrai que si on agresse beaucoup la peau elle produit plus de sébum. Et c’est pareil pour le cuir chevelu. »
Mais il y a une « injonction esthétique à avoir le cheveu souple, propre, pas huileux et en même temps sans aucun frisottis », selon Christian Bromberger, auteur de Les sens du poil. Une anthropologie de la pilosité (Créaphis Éditions, 2015). 
Un dermatologue[Qui ?] a prouvé, en payant des prisonniers pour qu'ils ne se lavent pas les cheveux pendant un mois, que le nombre de ceux-ci ayant développé des pellicules n'avait pas évolué de manière significative.
La pratique a émergé dans le mouvement new age, mais elle est soutenue par certains médecins, qui font des liens entre l'émergence des maladies de la peau (eczéma, psoriasis, acné…) et l'arrivée sur le marché occidental des produits lavants.